# San Antonio (Mariany Północne)
San Antonio – miasto w Marianach Północnych, na wyspie Saipan. Według danych szacunkowych na rok 2009 liczy 6 421 mieszkańców Największe miasto kraju, ośrodek turystyczny.